# Mistrovství světa cestovních vozů 2007
Mistrovství světa cestovních vozů 2007 bylo 4. ročníkem mistrovství WTCC. První závod startoval 11. března a celý šampionát končil po 10 závodech 18. listopadu.

## Složení týmů
Složení týmů z 6. března 2007 .
| *.  | Jezdec               | Tým                  | Vůz               |
| --- | -------------------- | -------------------- | ----------------- |
| 1   | Andy Priaulx         | BMW Team UK          | BMW 320si         |
| 2   | Jörg Müller          | BMW Team Germany     | BMW 320si         |
| 3   | Augusto Farfus Jr.   | BMW Team Germany     | BMW 320si         |
| 4   | Alessandro Zanardi   | BMW Team Italy-Spain | BMW 320si         |
| 5   | Félix Porteiro       | BMW Team Italy-Spain | BMW 320si         |
| 6   | Robert Huff          | Chevrolet            | Chevrolet Lacetti |
| 7   | Nicola Larini        | Chevrolet            | Chevrolet Lacetti |
| 8   | Alain Menu           | Chevrolet            | Chevrolet Lacetti |
| 9   | Jordi Gené           | SEAT Sport           | SEAT León         |
| 10  | Michel Jourdain, Jr. | SEAT Sport           | SEAT León         |
| 11  | Gabriele Tarquini    | SEAT Sport           | SEAT León         |
| 12  | Yvan Muller          | SEAT Sport           | SEAT León         |
| 15  | James Thompson       | N.Technology         | Alfa Romeo 156    |
| 16  | Olivier Tielemans    | N.Technology         | Alfa Romeo 156    |
| 18  | Tiago Monteiro       | SEAT Sport           | SEAT León         |
| 19* | Roberto Colciago     | Seat Sport Italia    | SEAT León         |
| 20  | Tom Coronel          | GR Asia              | SEAT León         |
| 21* | Emmet O'Brien        | GR Asia              | SEAT León         |
| 23* | Pierre-Yves Corthals | Exagon Engineering   | SEAT León         |
| 26* | Stefano D'Aste       | Wiechers Sport       | BMW 320si         |
| 30* | Luca Rangoni         | Proteam Motorsport   | BMW 320si         |
| 31* | Sergio Hernández     | Proteam Motorsport   | BMW 320si         |

## Kalendář
| *  | Datum        | Závod          | Trať             | Vítěz              |
| -- | ------------ | -------------- | ---------------- | ------------------ |
| 1  | 11. březen   | Brazílie       | Curitiba         | Jörg Müller        |
| 2  | 11. březen   | Brazílie       | Curitiba         | Augusto Farfus Jr. |
| 3  | 6. květen    | Nizozemsko     | Zandvoort        | Alain Menu         |
| 4  | 6. květen    | Nizozemsko     | Zandvoort        | Gabriele Tarquini  |
| 5  | 20. květen   | Španělsko      | Valencia         | James Thompson     |
| 6  | 20. květen   | Španělsko      | Valencia         | James Thompson     |
| 7  | 3. červen    | Francie        | Pau              |                    |
| 8  | 3. červen    | Francie        | Pau              |                    |
| 9  | 17. červen   | Česko          | Brno             |                    |
| 10 | 17. červen   | Česko          | Brno             |                    |
| 11 | 8. červenec  | Portugalsko    | Boavista (Porto) |                    |
| 12 | 8. červenec  | Portugalsko    | Boavista (Porto) |                    |
| 13 | 29. červenec | Švédsko        | Anderstorp       |                    |
| 14 | 29. červenec | Švédsko        | Anderstorp       |                    |
| 15 | 26. srpen    | Německo        | Oschersleben     |                    |
| 16 | 26. srpen    | Německo        | Oschersleben     |                    |
| 17 | 23. září     | Velká Británie | Brands Hatch     |                    |
| 18 | 23. září     | Velká Británie | Brands Hatch     |                    |
| 19 | 7. říjen     | Itálie         | Monza            |                    |
| 20 | 7. říjen     | Itálie         | Monza            |                    |
| 21 | 18. listopad | Macao          | Guia Circuit     |                    |
| 22 | 18. listopad | Macao          | Guia Circuit     |                    |